# Silossani

l'unità base dei silossani

I silossani sono una classe di composti chimici nella cui struttura si ripete il gruppo funzionale R2SiO, dove R è un idrogeno o un gruppo alchilico o arilico e l'atomo di silicio è allo stato di ossidazione +2. Il nome "silossano" deriva dalla combinazione di silicio, ossigeno e silano.
Vengono considerati parte della classe dei composti organosilicio.
I silossani presentano una catena principale, lineare o ramificata, in cui si alternano atomi di silicio e di ossigeno -Si-O-Si-O- con le catene laterali R legate agli atomi di silicio.
Sono note anche strutture più complesse, ad esempio quella con otto atomi di silicio disposti ai vertici di un cubo collegati da 12 atomi di ossigeno lungo gli spigoli.
I polimeri dei silossani dove R è un gruppo alchilico, sono comunemente noti come siliconi o "polisilossani". Gli esempi più rappresentativi di questi polimeri sono il [SiO(CH3)2]n (polidimetilsilossano) e il [SiO(C6H5)2]n (polidifenilsilossano).

## Nomenclatura

il decametilciclopentasilossano, un silossano a struttura ciclica

- Unità M: (CH3)3SiO½
- Unità D: (CH3)2SiO

| Silossani ciclici                | Silossani lineari             |
| -------------------------------- | ----------------------------- |
| D3: esametilciclotrisilossano    | MM: esametildisilossano       |
| D4: ottametilciclotetrasilossano | MDM: ottametiltrisilossano    |
| D5: decametilciclopentasilossano | MD2M: decametiltetrasilossano |
| D6: dodecametilcicloesasilossano | MDnM: polidimetilsilossano    |

## Applicazioni
I silossani vengono impiegati nella produzione di cosmetici, lenti a contatto, deodoranti, agenti ant schiuma, rivestimenti impermeabilizzanti, additivi alimentari e saponi. I silossani liquidi trovano uso anche come solventi alternativi al tetracloroetilene nel lavaggio a secco.